# Vaccinium dentatum
Vaccinium dentatum är en ljungväxtart som beskrevs av James Edward Smith. Vaccinium dentatum ingår i Blåbärssläktet, och familjen ljungväxter. Inga underarter finns listade i Catalogue of Life.

## Bildgalleri

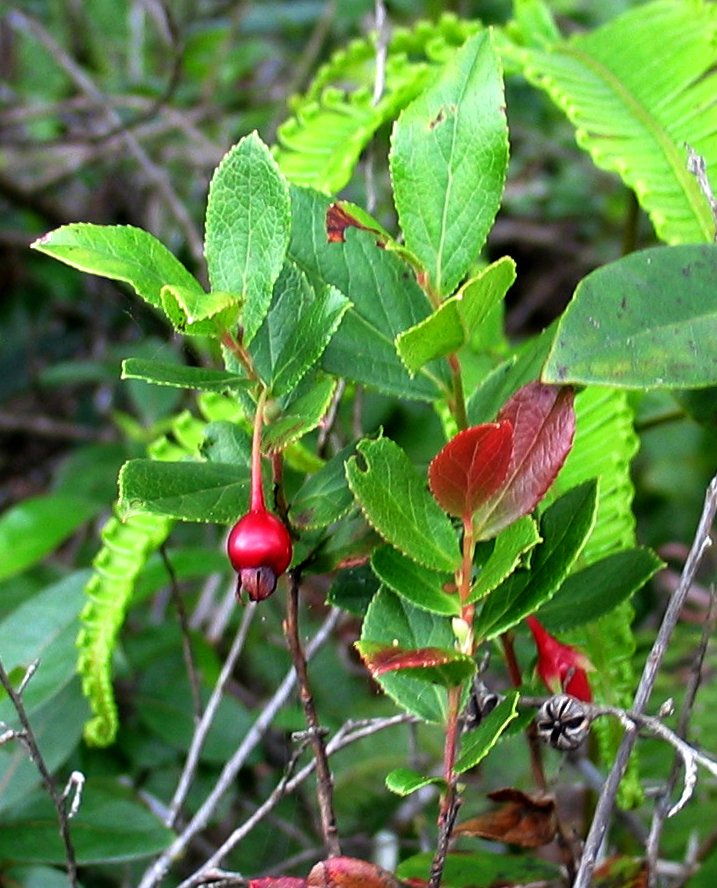